# Shingū (Fukuoka)
Shingū (新宮町?) è una cittadina giapponese della prefettura di Fukuoka.